# Lijst van inpolderingen in Noord-Holland
De provincie Noord-Holland kende vroeger veel meren (natuurlijk) en plassen (kunstmatig). Ze zijn vrijwel allemaal ingepolderd met behulp van poldermolens. Dit gebeurde tussen de 15e eeuw en de 17e eeuw. Zie ook Lijst van droogmakerijen in Noord-Holland.
Thans zijn er nog maar een aantal meren over, het Alkmaardermeer, Uitgeestermeer, Westeinderplassen, Nieuwe Meer, Mooie Nel en het Naardermeer (ingepolderd en daarna weer volgelopen).
| Meer                      | in de buurt van    | drooggevallen                       | grootte in hectare |
| ------------------------- | ------------------ | ----------------------------------- | ------------------ |
| Achtermeer                | Alkmaar            | 1533                                | 35                 |
| Baarsdorpermeer           | Berkhout           | 1627                                | 210                |
| Beemster                  | Purmerend          | 1612                                | 7.214              |
| Belmermeer                | Monnickendam       | 1628                                | 100                |
| Benningmeer               | Abbekerk           | 1630                                | 120                |
| Bergermeer                | Bergen             | 1565                                | 450                |
| Berkmeer                  | Obdam              | 1635                                | 288                |
| Bleekmeer                 | Harenkarspel       | 1636                                | 80                 |
| Boekelermeer              | Akersloot          | 1580                                | 404                |
| Braak                     | Obdam              | 1633                                | 60                 |
| Braakmeer                 | Aartswoud          | 1631                                | 25                 |
| Braakmeer                 | Medemblik          | 1631                                | 35                 |
| Broekermeer               | Broek in Waterland | 1628                                | 290                |
| Buikslotermeer            | Buiksloot          | 1628                                | 350                |
| Bijlmermeer               | Weesp              | 1626                                | 480 (circa)        |
| Cadoelermeer              | Landsmeer          | 1632                                | 25                 |
| Daalmeer                  | Koedijk            | 1562                                | 133                |
| Debbemeer                 | Warmenhuizen       | 1631                                | 25                 |
| Dergmeer                  | Oudkarspel         | 1617                                | 68                 |
| Dilifmeer                 | Uitgeest           | 1630                                | 27                 |
| Diepsmeer                 | Oudkarspel         | 1617                                | 187                |
| Egmondermeer              | Egmond             | 1565                                | 715                |
| Engewormer                | Wormer             | 1634                                | 177                |
| Etersheimerbraak          | Etersheim          | 1632                                | 50                 |
| Grebsmeer                 | Warmenhuizen       | 1631                                | 96                 |
| Grote Waal                | Hoorn              | 1682                                | 56                 |
| Harger- en Pettemerpolder | Petten             | 1630                                | 380                |
| Heerhugowaard             | Langedijk          | 1631                                | 3.030              |
| Heiloërmeer               | Heiloo             | 1581                                | 400                |
| Hollekier                 | Veenhuizen         | 1631                                | 260                |
| Hoornse Weeltje           | Hoorn              | 1628                                | 2                  |
| Kamerhop                  | Spijkerboor        | 1643                                | 50                 |
| Kerkmeer                  | Oudkarspel         | 1631                                | 70                 |
| Kleimeer                  | Koedijk            | 1631                                | 68                 |
| Koetermeer                | Harenkarspel       | 1631                                | 53                 |
| Kolkmeer                  | Lambertschaag      | 1640                                | 95                 |
| Koogmeer                  | Oudkarspel         | 1631                                | 71                 |
| Kooimeer                  | Alkmaar            | 1566                                | 121                |
| Ligte Watersmeer          | Medemblik          | 1631                                | 100                |
| Maarmeer                  | Koedijk            | 1631                                | 21                 |
| Malmeer                   | Schermer           | 1647                                | 220                |
| Naardermeer               | Naarden            | 1623 / 1883; daarna weer volgelopen | 140                |
| Noordeindermeer           | Graft              | 1644                                | 170                |
| Oosterbraak               | Obdam              | 1633                                | 51                 |
| Poelmeer                  | Medemblik          | 1631                                | 22                 |
| Purmer                    | Purmerend          | 1623                                | 2.680              |
| Sapmeer                   | Graft              | 1645                                | 28                 |
| Schaalsmeer               | Oostknollendam     | 1631                                | 68                 |
| Schaapskuil               | Harenkarspel       | 1631                                | 71                 |
| Schagermeer               | Schagen            | 1630                                | 100                |
| Schagermeer               | Harenkarspel       | 1632                                | 530                |
| Schermer                  | Alkmaar            | 1635                                | 4.741              |
| Slootgaard                | Harenkarspel       | 1632                                | 238                |
| Slootermeer               | Sloterdijk         | 1644                                | 111                |
| Speketersmeer             | Harenkarspel       | 1632                                | 169                |
| Starnmeer                 | Oost-Graftdijk     | 1643                                | 580                |
| Tjaarlingermeer           | Warmenhuizen       | 1616                                | 40                 |
| Volendammermeer           | Edam               | 1631                                | 26                 |
| Voormeer                  | Alkmaar            | 1631                                | 8                  |
| Vroonermeer               | Sint Pancras       | 1561                                | 520                |
| Waal (de)                 | Obdam              | 1633                                | 20                 |
| Waert                     | Heerhugowaard      | 1631                                | 3300               |
| Waardpolder               | Haringhuizen       | 1632                                | 550                |
| Watergraafsmeer           | Diemen             | 1629                                |                    |
| Wieringerwaard            | Kolhorn            | 1612                                | 1.850              |
| Wijdewormer               | Neck               | 1626                                | 1.666              |
| Wijmermeer                | Medemblik          | 1631                                | 18                 |
| Wogmeer                   | Spierdijk          | 1607                                | 680                |
| Woudmeer                  | Harenkarspel       | 1634                                | 220                |
| Zwijnsmeer                | Alkmaar            | 1567                                | 17                 |
| Zijpe                     | Schagen            | 1598                                | 7.600              |

In de 19e eeuw waren nog enkele grote meren over, die met (stoom)gemalen werden drooggemaakt:
- Haarlemmermeer (1852)
- IJpolders (1872)

Ook werden nog enkele landaanwinningen gemaakt, waardoor delen van de Waddenzee en Zuiderzee werden drooggemaakt:
- Anna Paulownapolder (1846)
- Groetpolder (1834)
- Koegras (1825)
- Wieringermeer (1930)

In tegenstelling tot wat de naam doet vermoeden is de Volgermeerpolder geen inpoldering. Dit is een verbastering van Volgerweren.